# آخر من يعلم (فلم)
آخر من يعلم هو فيلم مصري عرض عام 1959، بطولة سميرة أحمد وعماد حمدي وأحمد رمزي وأحمد مظهر، مأخوذ عن رواية القناع الملون للكاتب الإنجليزي سومرست موم ومن إخراج كمال عطية.

## قصة الفيلم
يبدأ الدكتور عماد كفاحه من أجل أن يثبت تواجده كطبيب ناجح، ويتزوج من أمينة الفتاة التي أحبها، ينشغل الدكتور عماد في عمله، يأخذه عمله من منزله فأصبح كل وقته خارج المنزل، وكأن بيته فندق، تعيش أمينة في فراغ مدمر، لا تجد ما يشغلها سوى أن تتعلق بصديق عماد، تصل هذه العلاقة إلى الخيانة الزوجية وتتوالى الأحداث.

## طاقم التمثيل
- سميرة أحمد: (أمينة)
- عماد حمدي: (عماد)
- أحمد رمزي: (عمر)
- أحمد مظهر: (صلاح)
- حسين رياض: (رياض)
- فردوس محمد
- محمود المليجي
- عبد المنعم إبراهيم
- فتحية شاهين
- نجوى فؤاد

## فريق العمل
- إخراج: كمال عطية
- قصة: سومرست موم
- سيناريو: شريف والي، دمياني دميانو
- مدير التصوير: عبد العزيز فهمي
- مونتاج: إميل بحري
- إنتاج: أفلام الهلال (شريف والي)
- توزيع: متروجولدن ماير